# 捨
捨（或upekṣaka，adhyupekṣaṇā），又译等捨，佛教術語，是一種平等而安穩的心態。為四梵住與七覺支之一。它也是一種心所，說一切有部將其列入大善地法中。

## 字義
在梵文中，捨由upa（平等）以及ikkha（看見）所組成，字面意義為平等、不帶成見、不偏頗的觀看。

## 概論
捨是一種平等作意，不帶貪念。釋迦牟尼主張在修行時，對於五蘊，應該採取不樂、不讚嘆、不取、不著的態度，保持在平等捨的態度，就能讓心解脫。

## 分類

### 三捨
捨可分為，受捨，行捨，無量捨三種。